# Selterbach
Das Selterbach ist ein 1,6 km langer, linker und nördlicher Nebenfluss des im Oberlauf Krebsbach genannten Kirbachs im baden-württembergischen Sachsenheim, Landkreis Ludwigsburg.

## Geographie

### Verlauf
Der Bach entspringt etwa 220 m nordwestlich des zum Stromberg gehörenden Schlierkopfs. Die Quelle liegt auf einer Höhe von 413 m ü. NHN. Vorwiegend in südwestliche Richtungen abfließend nimmt der Selterbach nach etwa 600 m Fließstrecke rechtsseitig den Güglinger Weggraben auf. Nach weiteren 400 m mündet rechtsseitig die Riesenklinge und 60 m weiter flussabwärts linksseitig der Schinderwasengraben. Unmittelbar nach der Mündung verschwindet der Bach in einem Kanal, in dem er die Ortslage von Häfnerhaslach durchfließt. Der Lauf folgt der Töpfergasse und der Gündelbacherstraße, bevor der Bach auf 300 m ü. NHN in den Kirbach mündet. Bei einem Höhenunterschied von 113 m beträgt das mittlere Sohlgefälle 70,6 ‰.

### Einzugsgebiet
Das 1,688 km² große Einzugsgebiet grenzt im Norden an das der Zaber und des Zaberzuflusses Katzenbach. Im Nordosten schließt sich das Gebiet des Hinteren Röhrbächles und im Osten das des Vorderen Röhrbächles an, beides Kirbachzuflüsse. Entwässert wird das Einzugsgebiet über Kirbach, Metter, Enz, Neckar und Rhein zur Nordsee.

## Naturschutz
Das Vordere Rohrbächle fließt auf seiner gesamten Länge im Naturpark Stromberg-Heuchelberg und bis auf die Ortslage von Häfnerhaslach im Landschaftsschutzgebiet Kirbachtal mit angrenzenden Gebieten von Sachsenheim-Häfnerhaslach über Sachsenheim-Hohenhaslach bis Sachsenheim-Kleinsachsenheim, Vaihingen-Horrheim und Vaihingen-Gündelbach. Ferner liegt am Bachlauf das Naturdenkmal Magerwiesen, Waldsäume, Bachläufe und Gehölzbestände am Seuerbach.
Es liegen folgende Biotope am Bachlauf:
- Klingen am Schlierkopf N Häfnerhaslach[4]
- Bach NO Häfnerhaslach[5]
- Bäche und Feldgehölze an der 'Riesenklinge'[6]